# Calvoa sinuata
Calvoa sinuata är en tvåhjärtbladig växtart som beskrevs av Joseph Dalton Hooker. Calvoa sinuata ingår i släktet Calvoa och familjen Melastomataceae. Inga underarter finns listade i Catalogue of Life.